# Harald Sohlman
Harald Sohlman, né le 24 janvier 1868, dans la paroisse de Court, à Stockholm, et mort le 1er mai 1927, dans la paroisse de Kungsholms, à Stockholm, est un éditeur suédois.

## Biographie
Harald Sohlman est le fils de l'éditeur August Sohlman (sv) et de Hulda Sandeberg. Il fréquente l'école Bekowska puis réussit son examen d'inscription en 1877 à Stockholm et commence ses études à Uppsala. En 1886, il obtient son Bachelor of Laws à l'université d'Uppsala. Là, il se fait connaître comme libéral, en étant par exemple l'un des fondateurs de la fraternité étudiante Verdandi. En 1886, il est notaire par intérim au tribunal municipal de Stockholm (en) et en 1889 à la cour d'appel de Svea. Entre 1889 et 1890, il donne des conférences sur le droit à l'Association des travailleurs de Stockholm.
En 1886, Sohlman commence à travailler pour l' Aftonbladet. Il a deux liens familiaux avec le journal : il est le fils de l'ancien rédacteur en chef, ainsi que le cousin du président du conseil d'administration de l' Aftonbladet, J.W. Smitt. Lorsqu'il commence à travailler comme rédacteur en chef, le tirage du journal est de 13 000 exemplaires. Il occupe le poste entre 1890 et 1921 en plus de celui de directeur de la publication ; entre 1896 et 1912, il est également rédacteur en chef du Dagen. En 1907, la propriété de l'Aftonbladet passe du couple Gustaf Retzius et Anna Hierta-Retzius aux frères Harald et Arvid Sohlman (sv). Harald Sohlman promet à Retzius qu'il travaillerait pour le bien de la patrie et contre le socialisme. À partir de 1907, il est président de l'agence télégraphique suédoise ; il est également président du Club des publicistes (en suédois : Publicistklubben) pendant de nombreuses années.
Il fait de l' Aftonbladet l'un des principaux journaux libéraux de la fin du XIXe siècle et du début du XXe siècle. Entre 1892 et 1905, il est président de l'Association contre les tarifs alimentaires (Pendant les disputes tarifaires (sv), il fut un farouche opposant aux protectionnistes). L' Aftonbladet est considéré comme l'organe politique du gouvernement de Karl Staaff pendant son premier mandat (1905 - 1906). À cause de son intérêt passionné pour la question de la défense et de son aversion pour le socialisme, il a fini par dériver vers la droite de l'échiquier politique. En raison de son attitude hostile envers les ambitions d'indépendance de la Norvège, il n'a jamais été invité à rejoindre l'Association de la presse de gauche (Vänsterpressföreningen). En particulier, les dirigeants du Dagens Nyheter et de l'Aftonbladet échangent des mots virulents. En outre, les éditeurs sociaux-démocrates n'étaient pas invités non plus. Après la crise de 1905 avec la Norvège, le journal devient de plus en plus nationaliste avec Sohlman comme rédacteur en chef. Il est partisan d'un système électoral proportionnel (en), tandis que le vote à la majorité dans les circonscriptions uninominales est la ligne de conduite officielle du parti libéral. Après le retour de Karl Staaff en 1911 et sous l'influence des polémiques politiques au printemps 1914 (Borggårdskrisen (sv)), il quitte l'Association nationale libérale et soutient désormais la droite politique.
Sohlman est président de la fédération de tir de Stockholm entre 1907 et 1916 et vice-président de la fédération de la milice de Stockholm entre 1912 et 1926. En 1912, il lance les compétitions de tir de la capitale nordique.
En 1915, pendant la Première Guerre mondiale, lui et son frère Arvid Sohlman vendent le journal aux Allemands afin de leur permettre de répandre la propagande allemande en Suède. Les frères Sohlman ont simplement mis en gage leurs actions en échange d'une grosse somme d'argent. Le contrat est longtemps resté secret. Knut Agathon Wallenberg (en) et Torvald Höjer, chef de l'agence de presse du ministère des Affaires étrangères, ont contacté Sohlman pour critiquer des articles dans lesquels la Russie et le tsar étaient désignés comme ceux qui avaient déclenché la guerre. À l'époque de Sohlman, le journal est aussi un organe pour les forces pro-Finlande lors de la période de tentative de russification de la Finlande. Il reçoit l'Ordre de la croix de la Liberté, 2e classe, en 1918. En 1921, l'Aftonbladet et le Dagen retombent entre les mains d'actionnaires suédois.
À partir de 1917, il est marié à Magda Leidesdorff, lors d'un deuxième mariage.
Il meurt le 1er mai 1927 après être tombé de son balcon du cinquième étage. Sa tombe se trouve dans le cimetière de Huddinge au sud-ouest de Stockholm.
Erik Palmstierna le décrit : « Sohlman semblait avoir été oublié depuis les années 60. Un vrai patriote et frère de la fraternité, amateur de tir et de tout ce que l'ouvrier voulait dire par le terme « philistin », mais un grand et inoffensif homme d'honneur. – Palmstierna, 1950 »

### Autres sources
- (sv) Vem är det, Stockholm, Norstedts, 1927
- (sv) Svenska män och kvinnor, vol. 7, Stockholm, Bonnier, 1954
- (sv) Svensk uppslagsbok, vol. 26, Malmö, Förlagshuset Norden AB, 1957